# Haplodrassus
Haplodrassus är ett släkte av spindlar som beskrevs av Chamberlin 1922. Haplodrassus ingår i familjen plattbuksspindlar.

## Dottertaxa tillHaplodrassus, i alfabetisk ordning[1][2]
- Haplodrassus aenus
- Haplodrassus ambalaensis
- Haplodrassus atarot
- Haplodrassus belgeri
- Haplodrassus bengalensis
- Haplodrassus bicornis
- Haplodrassus bohemicus
- Haplodrassus canariensis
- Haplodrassus chamberlini
- Haplodrassus chotanagpurensis
- Haplodrassus cognatus
- Haplodrassus concertor
- Haplodrassus creticus
- Haplodrassus dalmatensis
- Haplodrassus dentatus
- Haplodrassus deserticola
- Haplodrassus dixiensis
- Haplodrassus dumdumensis
- Haplodrassus eunis
- Haplodrassus grazianoi
- Haplodrassus hatsushibai
- Haplodrassus hiemalis
- Haplodrassus invalidus
- Haplodrassus jacobi
- Haplodrassus kanenoi
- Haplodrassus kulczynskii
- Haplodrassus lilliputanus
- Haplodrassus macellinus
- Haplodrassus maculatus
- Haplodrassus mayumiae
- Haplodrassus mediterraneus
- Haplodrassus mimus
- Haplodrassus minor
- Haplodrassus moderatus
- Haplodrassus montanus
- Haplodrassus morosus
- Haplodrassus nojimai
- Haplodrassus paramecus
- Haplodrassus pargongsanensis
- Haplodrassus pseudosignifer
- Haplodrassus pugnans
- Haplodrassus reginae
- Haplodrassus rufus
- Haplodrassus rugosus
- Haplodrassus sataraensis
- Haplodrassus seditiosus
- Haplodrassus severus
- Haplodrassus signifer
- Haplodrassus silvestris
- Haplodrassus soerenseni
- Haplodrassus stuxbergi
- Haplodrassus taepaikensis
- Haplodrassus taibo
- Haplodrassus tehriensis
- Haplodrassus umbratilis
- Haplodrassus vastus